# Poljarnyj
Poljarnyj (ryska: Поля́рный) är en stängd stad på Kolahalvön i Murmansk oblast i Ryssland. Folkmängden uppgår till 17 000 invånare.

## Historia
Staden grundades 1896 och fick namnet Aleksandrovsk (ryska Алекса́ндровск) efter tsar Alexander III. Stadsrättigheter erhölls 20 juni 1899.
1931 bytte staden namn till Poljarnoje (Поля́рное), vilket med tiden blev Poljarnyj (Поля́рный).